# Ptaszkowa
Ptaszkowa – wieś w Polsce, położona w województwie małopolskim, w powiecie nowosądeckim, w gminie Grybów.

## Położenie geograficzne
Ptaszkowa leży 7 kilometrów na południowy zachód od Grybowa, w rozległej dolinie przy linii kolejowej Grybów – Nowy Sącz i drodze kołowej z Grybowa przez Kamionkę do Nowego Sącza, pośród wzniesień Beskidu Niskiego. Od strony północnej otaczają ją wzniesienia Rosochatka (753 m n.p.m.) i Kozieniec (560 m n.p.m.), zaś od strony południowej wznosi się ponad Ptaszkową pasmo Postawne – Jaworze (882 m n.p.m.). Od strony wschodniej góruje w panoramie Grupa Trzech Kopców z kulminacją na Chełmie (779 m n.p.m.).
W latach 1954-1972 wieś była siedzibą gromady Ptaszkowa. W latach 1975–1998 miejscowość administracyjnie należała do województwa nowosądeckiego.
| SIMC    | Nazwa         | Rodzaj    |
| ------- | ------------- | --------- |
| 0428117 | Błazkówka     | część wsi |
| 0428123 | Brzegówka     | część wsi |
| 0428130 | Bucze Niżne   | część wsi |
| 0428146 | Bucze Wyżne   | część wsi |
| 0428152 | Cieniawka     | część wsi |
| 0428169 | Do Leśnych    | część wsi |
| 0428181 | Górkówka      | część wsi |
| 0428198 | Grałkówka     | część wsi |
| 0428206 | Gryblówka     | część wsi |
| 0428212 | Janczakówka   | część wsi |
| 0428229 | Jeleniówka    | część wsi |
| 0428235 | Kogutówka     | część wsi |
| 0428241 | Lipie         | część wsi |
| 0428258 | Matusówka     | część wsi |
| 0428264 | Michalikówka  | część wsi |
| 0428270 | Młynarzówka   | część wsi |
| 0428287 | Muchówka      | część wsi |
| 0428293 | Myziówka      | część wsi |
| 0428301 | Na Wygonie    | część wsi |
| 0428318 | Nad Browarem  | część wsi |
| 0428324 | Niżny Pagórek | część wsi |
| 0428330 | Palaczkówka   | część wsi |
| 0428347 | Pałubówka     | część wsi |
| 0428353 | Pawlakówka    | część wsi |
| 0428360 | Pawłówka      | część wsi |
| 0428376 | Pelusiówka    | część wsi |
| 0428382 | Pod Świnką    | część wsi |
| 0428399 | Poddziale     | część wsi |
| 0428407 | Podgórze      | część wsi |
| 0428413 | Pruskówka     | część wsi |
| 0428420 | Przylesie     | część wsi |
| 0428436 | Rolówka       | część wsi |
| 0428442 | Sadówka       | część wsi |
| 0428459 | Siedlarze     | część wsi |
| 0428465 | Synowcówka    | część wsi |
| 0428471 | Warchałówka   | część wsi |
| 0428488 | Wojciakówka   | część wsi |
| 0428494 | Wronówka      | część wsi |
| 0428502 | Wyrąb         | część wsi |
| 0428519 | Wyżny Pagórek | część wsi |
| 0428525 | Za Potoczkiem | część wsi |
| 0428531 | Zadziele      | część wsi |
| 0428548 | Ziółkówka     | część wsi |

We wsi jest stacja kolejowa Ptaszkowa.

## Historia
W 1336 roku Jadwiga Łokietkowa wydała przywilej lokacyjny dla Ptaszkowej, lecz wieś wówczas nie powstała. W 1359 roku król Kazimierz Wielki wydał nowy akt lokacji, na mocy którego Ptaszkowa stała się wsią królewską. Osadził tu sołtysa Mikołaja de Mestza.

## Zabytki
Obiekt wpisany do rejestru zabytków nieruchomych województwa małopolskiego.
- Kościół pw. Wszystkich Świętych, otoczenie, drzewostan.
Kościół o konstrukcji zrębowej. Obiekt został zbudowany przez Jana Joachima Kuklę z Grybowa[7][9] w 1555 roku[7]. Na zewnętrznej ścianie kościoła, w niszy prezbiterium znajdowała się co najmniej od I połowy XIX wieku[10] płaskorzeźba przedstawiająca modlitwę Jezusa w Ogrójcu (tzw. „Ogrojec”), datowana na koniec XV wieku[11]. Od dawna podejrzewano, że pochodzi ona ze szkoły Wita Stwosza. Przeprowadzona w Nowym Sączu renowacja wykazała, że rzeźba jest dziełem samego Wita Stwosza. Świadczą o tym m.in. kryptoinsygnia rzeźbiarza. Obecnie rzeźba znajduje się w muzeum parafialnym w kościele Imienia Najświętszej Maryi Panny w Ptaszkowej[12].

## Ochotnicza straż pożarna
Ptaszkowa od 1930 roku posiada jednostkę ochotniczej straży pożarnej, która znajduje się w krajowym systemem ratowniczo-gaśniczym i posiada 3 samochody bojowe: Toyota Hilux V SLRr, Mercedes Benz 1113 GBARt 2,5/16 oraz DAF 75 RC GBART 2/24.

## Sport i rekreacja
W Ptaszkowej wytyczono liczne ścieżki przyrodnicze, tereny do jazdy na rowerach górskich. W zimie działają trasy do biegów narciarskich. Ptaszkowa jest Gminnym Centrum Sportów Zimowych.
Co roku odbywają się w Ptaszkowej różnego rodzaju imprezy, od festynów po zimowe zawody w biegach narciarskich, czyli Spartakiady o memoriał Romana Stramki i Zbigniewa Kmiecia. Od kilku lat spartakiady te mają charakter integracyjny: wraz z dziećmi i młodzieżą z Ptaszkowej i okolicznych miejscowości bawią się dzieci i młodzież z wielu Warsztatów Terapii Zajęciowych.
Z Ptaszkowej prowadzi niebieski szlak turystyczny do otwartej w 2005 wieży widokowej na szczycie Jaworze 882 m.
W 2011 r. powstał KS Orzeł Ptaszkowa, który w sezonie 2019/2020 występował w klasie B w grupie Nowy Sącz II.